# RS-411
Pour les articles homonymes, voir Route 411.
La RS 411 est une route locale de la mésorégion métropolitaine de Porto Alegre, dans l'État du Rio Grande do Sul, qui relie la municipalité de Maratá à la BR-287, sur le territoire de la commune de Montenegro. Elle dessert Maratá, Brochier et Montenegro, et est longue de 23 km.